# 柳河站
柳河站，位于中华人民共和国吉林省通化市柳河县柳河镇，是梅集铁路上的火车站，建于1937年，由沈阳局集团管辖。

## 歷史
- 建于1937年。

## 車站周邊
- 中国邮政储蓄银行前进营业所
- 中国人民银行柳河县支行
- 柳河站前医院
- 柳河客运站
- 柳河县林业局
- 柳河县审计局
- 中国联通柳河营业厅

## 外部連結
- 中国铁路客户服务中心 （页面存档备份，存于）